# Watson (site d'information)
Pour les articles homonymes, voir Watson.
Watson (stylisé watson, de l'anglais « What's on? ») est un site d'information suisse, lancé le 22 janvier 2014.

## Histoire
Le site est lancé le 22 janvier 2014 par l'ancien rédacteur en chef du 20 Minutes alémanique Hansi Voigt,.
En septembre 2020, l'éditeur du site, le groupe AZ Medien AG, annonce vouloir s'étendre à la Suisse romande, en offrant une version francophone du site en mars 2021, qui sera dirigé par Sandra Jean, ancienne rédactrice en chef du Matin et du Nouvelliste.
Après le départ de Sandra Jean, pour cause de désaccord sur la ligne éditoriale du site, Fabien Feissli est nommé rédacteur en chef le 1er mars 2022.

## Modèle économique
Le site est financé grâce à la publicité. En Suisse romande, le magazine en ligne s'adresse au même public que 20 minutes et Blick.